# Iatroquímica
A escola médica iatroquímica, fundada por Jan Baptista van Helmont baseava-se no estudo do funcionamento do organismo humano a partir de processos e reações químicas. Neste contexto, a principal inovação desta escola foi a introdução de compostos químicos no tratamento de doenças, em contraposição à ideia dos galenistas de que apenas forças ocultas, aliadas às ervas medicinais, surtiriam efeito na cura dos males do corpo.
Surgida sob os punhos de Paracelsus e organizada sob a mente de Van Helmont, a iatroquímica reinou absoluta durante o século XVII, até a introdução das ideias iatromecânicas de caráter oposto à iatroquímica. A escola iatromecânica explicava as doenças e o funcionamento do corpo humano segundo processos puramente mecânicos e representou, de certa forma, uma complementação das ideias iatroquímicas.
As ideias da iatroquímica eram carregadas de um cunho sobrenatural e influenciadas pelos galenistas. O próprio Van Helmont achava que os fenômenos vitais eram determinados por uma força misteriosa chamada “arqueus” situada na região estomacal.
A grande causa do surgimento da iatroquímica foi o desenvolvimento da alquimia. Segundo esta, era possível a transformação de quaisquer metais em ouro, ou seja, “a transmutação pela pedra filosofal”. Procurar o processo que permitiria tal proeza fez com que muitos alquimistas realizassem experiências sem critérios científicos bem estabelecidos, sem um método, o que gerou uma grande quantidade de resultados que não atingiram o objetivo da transmutação. Com tantos experimentos, muitas novas substâncias químicas foram descobertas, o que incentivou seu uso no tratamento de doenças, exatamente o que era pregado pela iatroquímica.
Obviamente, surgiram resistências a este tipo de abordagem. A Faculdade de Medicina de Paris, ainda galenista, não adotava as ideias iatroquímicas enquanto que a Faculdade de Montpellier as adotava. O tiro de misericórdia às ideias galenistas foi dado quando o rei da França declarou ter sido curado de uma enfermidade após ter ingerido vinho com antimônio e proclamou a excelência deste último como medicamento.
A maioria dos iatroquímicos era formada por médicos que foram severamente criticados por suas ideias. Dizia-se que eram mais especuladores, mais cientistas de gabinete do que homens ligados à realidade das doenças e da morte. Apesar das críticas e do cunho sobrenatural que ainda permeavam a iatroquímica, não se pode negar que esta estendeu os limites dos tratamentos de doenças, muitos foram modificados e outros surgiram, fornecendo condições para o desenvolvimento da farmacologia.
Percebe-se que uma abordagem posterior mais acertada, traz elementos tanto da iatroquímica como da iatromecânica. Da mesma forma que a maioria das explicações científicas, este é um caso típico no qual se vagueia por ideias extremas até se atingir uma medida correta, o fiel da balança que representa a verdadeira interpretação da natureza.